# Florencia
Florencia – miasto w południowo-zachodniej Kolumbii, u podnóża Kordyliery Wschodniej (Andy). Stolica departamentu Caquetá. Około 163,3 tys. mieszkańców. W mieście znajduje się port lotniczy Gustavo Artunduaga Paredes.